# Adèle de Normandie (morte en 962)
Pour l’article homonyme, voir Adèle de Normandie (homonymie).
Adèle de Normandie, duchesse d'Aquitaine, morte le 14 octobre 962, est une princesse du Moyen Âge, fille de Rollon le Marcheur et de Poppa de Bayeux, et la sœur du duc normand Guillaume Longue-Épée. 

## Biographie
Née sous le nom scandinave de Gerloc (vieux norrois : Geirlaug), elle prend le nom d’Adèle lors de son mariage avec Guillaume Tête d'Étoupe, futur comte de Poitiers et futur duc d'Aquitaine, alors âgé de dix ans.
Alors que son frère rétablit l'abbaye de Jumièges, elle lui envoie douze moines de l'abbaye Saint-Cyprien de Poitiers, alors sous la direction de l'abbé Martin.
Elle meurt le 14 octobre 962.

## Descendance
Elle a deux enfants :
- Guillaume Fierabrace (vers 935 - 993) ;
- Adélaïde d'Aquitaine, épouse du premier roi capétien Hugues Capet.